# 韓雪野

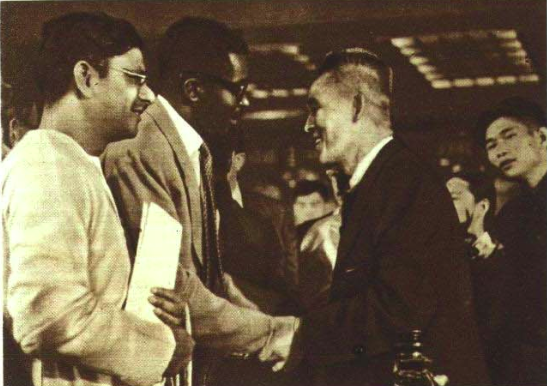
1952年10月2日亚洲太平洋区域和平会议美国代表团长与朝鲜代表韩雪野

韓雪野（：／，1900年8月3日—1976年4月6日），朝鲜政治人物，國內派人，官至朝鮮勞動黨中央委員會教育文化部長、最高人民會議代議員及朝鮮作家同盟中央委員會委員長。同時，他也是小說家，有筆名万年雪、韓炯宗、金德惠、尹英順等。1960年代，他遭到肅清，75歲時以平民身分病逝。

## 生平
韓雪野出生於咸鏡南道咸州郡州西面（現屬咸興市），是家中的次子。1921年，他到日本留學，並在日本大學修讀社會學。1923年，他因關東地震而被迫中斷學業，返回朝鮮半島。1925年，他開始從事文學創作，其投稿到文藝雜誌《朝鮮文壇》的作品「憧憬」等得到李光洙的讚賞。1927年，他加入朝鮮蘇聯藝術家同盟，並被選為中央委員。同時，他又在《朝鮮日報》當記者。1935年，他被日本殖民地政府逮捕，並被判入獄。出獄後，他回到家鄉經營印刷廠。
1945年，日本投降、二戰結束，韓雪野與林和等成立朝鮮文學建設本部。1946年，他被委任為朝鮮文學藝術總同盟中央委員會委員長。後來，他還成為黨中央委員會教育文化部長及最高人民會議代議員。1960年代，他因「提倡復古主義」而被肅清。

## 評論
韓雪野的創作以小說為主，除了「憧憬」外，他筆下的作品還有「過渡期」、「人造瀑布」和「黃昏」等，其主題大多帶出社會低下階層被壓迫的情境。評論認為他的作品具有民族主義及女性主義的色彩。有評論還指其作品有中國文學家魯迅的影子。

## 資料來源
1. 1 2 3 4 5  한설야[永久]
2. ↑  "韓雪野小說中的魯迅" 全炯俊 《중국현대문학》「中國現代文學」 1999-12 41-49